# Quốc lộ 9 (Lào)
Quốc lộ 9 là tuyến giao thông đường bộ quan trọng ở Nam Lào, nằm trọn trong tỉnh Savannakhet. Phần từ điểm giao cắt với quốc lộ 13 Nam gần Xeno chạy về phía Đông tới biên giới Lào-Việt gọi là quốc lộ 9 Đông. Còn phần từ điểm giao cắt nói trên chạy về phía Tây đến thành phố Kaysone Phomvihane rồi vòng xuống phía Nam và vòng ngược lại về phía Đông trở lại quốc lộ 13 tại bản Phosay gọi là quốc lộ 9 Tây.
Tính từ biên giới Lào-Việt tới Kaysone Phomvihane, quốc lộ 9 dài khoảng 250 km.
Quốc lộ 9 được xây từ đầu thập niên 1920 thời Pháp thuộc và kết nối với quốc lộ 9 ở Việt Nam qua cặp cửa khẩu quốc tế Den Savanh - Lao Bảo (Quảng Trị). Trong Chiến tranh Việt Nam, quốc lộ 9 Lào nổi tiếng với chiến dịch đường 9 Nam Lào. Hiện nay, quốc lộ 9 Lào và quốc lộ 9 Việt Nam là một phần của AH16 trong mạng lưới đường Xuyên Á, và là phần đường bộ tạo nên Hành lang kinh tế Đông - Tây nối sang tận cảng Mawlamyine của Myanmar.